# Anolis punctatus
Espèce
Synonymes
- Dactyloa punctata (Daudin, 1802)
- Dactyloa punctatus (Daudin, 1802)
- Dactyloa punctata punctata (Daudin, 1802)
- Dactyloa punctatus punctatus (Daudin, 1802)
- Anolis gracilis Wied-Neuwied, 1821
- Anolis viridis Wied-Neuwied, 1821
- Anolis viridissimus Raddi, 1823
- Anolis bullaris Raddi, 1823
- Anolis violaceus Spix, 1825
- Anolis nasicus Duméril & Bibron, 1837
- Anolis boulengeri O’Shaughnessy, 1881
- Dactyloa punctata boulengeri (O’Shaughnessy, 1881)
- Dactyloa punctatus boulengeri (O’Shaughnessy, 1881)
- Anolis catenifer Ahl, 1925
- Anolis transfasciatus Amaral, 1933

Anolis punctatus est une espèce de sauriens de la famille des Dactyloidae.

## Répartition
Cette espèce se rencontre :
- en Colombie ;
- au Venezuela dans l'État de Bolívar ;
- au Guyana ;
- en Équateur ;
- au Pérou ;
- en Bolivie dans les départements de Beni, de La Paz, de Pando et de Santa Cruz ;
- au Brésil dans les États du Pará, d'Amazonas, du Pernambouc et de Rio de Janeiro.

Sa présence est incertaine en Guyane et au Suriname.

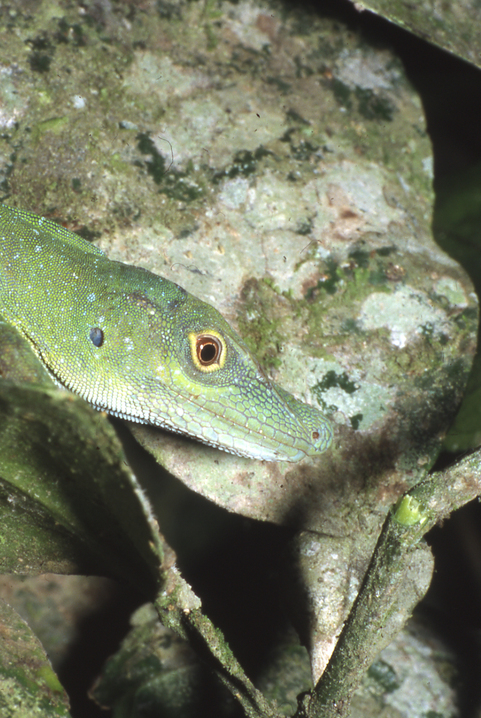

## Taxinomie
Anolis punctatus Gray, 1840 nec Daudin, 1802 est un synonyme de Anolis grahami Gray, 1845.

## Liste des sous-espèces
Selon The Reptile Database (12 avril 2012) :
- Anolis punctatus boulengeri O’Shaughnessy, 1881
- Anolis punctatus punctatus Daudin, 1802

## Publications originales
- Daudin, 1802 : Histoire Naturelle, Générale et Particulière des Reptiles; ouvrage faisant suit à l'Histoire naturelle générale et particulière, composée par Leclerc de Buffon; et rédigee par C.S. Sonnini, membre de plusieurs sociétés savantes, vol. 4, F. Dufart, Paris, p. 1-397 (texte intégral).
- O’Shaughnessy, 1881 : An account of the collection of lizards made by Mr. Buckley in Ecuador, and now in the British Museum, with descritions of the new species. Proceedings of the Zoological Society of London, vol. 1881, p. 227-245 (texte intégral).